# Aeroportul Național Captain Rogelio Castillo
Aeroportul Național Captain Rogelio Castillo (IATA: CYW, ICAO: MMCY) este un aeroport din Guanajuato, Mexic ce deservește zona Celaya⁠(d). Aeroportul a fost tranzitat în 2014 de 14 pasageri.
Situat la o altitudine de 1.748 m, aeroportul dispune de o singură pistă.